# Кейта, Ибрагим Бубакар
Ибрагим Бубакар Кейта (фр. Ibrahim Boubacar Keïta, 29 января 1945, Кутиала, Французский Судан — 16 января 2022) — малийский государственный и политический деятель, премьер-министр Мали (1994—2000), председатель национального собрания Мали (2002—2007), президент Мали с 4 сентября 2013 года по 19 августа 2020 года.

## Биография
Ибрагим Бубакар Кейта родился во Французском Судане (теперь Мали) 29 января 1945 года. По окончании лицея в Париже, затем в Бамако, учился в столице Сенегала Дакаре, затем в столице бывшей метрополии Париже. Является профессором политологии и истории.
Вначале работал в фонде развития в Мали от ЕЭС. Сотрудничал в общественных организациях в Мали, Нигере и Буркина-Фасо.
В 1990 году стал членом местной социалистической партии ADEMA-PASJ (Альянс за демократию в Мали — Панафриканская партия за свободу, солидарность и справедливость) и возглавил предвыборный штаб кандидата в президенты Альфа Умара Конаре. Конаре был избран президентом и 4 февраля 1994 года назначил Кейта главой правительства. В этом же году Кейта стал лидером партии и занимал этот пост до 1999 года. В конце века он стал одним из вице-президентов Социалистического интернационала. В последний год прошлого века 15 февраля в Мали сменился премьер-министр. На следующий год Ибрагим Бубакар Кейта покинул социалистическую партию Мали. Он организовал и возглавил новую партию «Объединение во имя Мали».
16 сентября 2002 года Кейта был избран спикером парламента Мали. Этот пост он занимал почти пять лет до 3 сентября 2007 года.

## Борьба за президентство
После военного переворота 2012 года Кейте удалось наладить отношения с военной хунтой. Кейта оказался одним из немногих крупных функционеров, кто избежал гонений, и это послужило основой для различных слухов и домыслов.
В 2013 году Ибрагим Бубакар Кейта принял решение участвовать в президентских выборах в Мали. Во время избирательной кампании 2013 года тщательно избегал темы военного переворота и ответственности путчистов. На встречах с избирателями и выступлениях стал подчеркнуто демонстрировать лояльность исламу, начинал выступления с цитат из Корана и появлялся в традиционной одежде. Его выдвижение поддержал влиятельный Верховный исламский Совет Мали.
В сложной борьбе Кейта вышел во второй тур выборов. Второй тур выборов состоялся 11 августа, и вечером 12 августа соперник Кейта, Сумайла Сиссе, признал своё поражение. Официальное сообщение ЦИК последовало 15 августа, из которого следовало, что президентом Мали избран Ибрагим Бубакар Кейта, который набрал без малого 78 % голосов избирателей.

## Президентские выборы в Мали (2013)
26 июля 2011 года Ибрагим Бубакар Кейта был выдвинут кандидатом от «Собрания за Мали» на президентских выборах, запланированных на следующий год. Три месяца спустя к его кандидатуре присоединились девять политических партий, в том числе Движение за независимость, ренессанс и африканская интеграция (Miria) и Союз малийцев за прогресс (СМП) N 2.7. В контексте переворота 2012 года Ибрагим Бубакар Кейта принял стратегию, которая оказалась бы прибыльной, отвергнув путча и приняв консультации с военными.
Президентские выборы были окончательно проведены в 2013 году, после войны с джихадистами. Ибрагим Бубакар Кейта ведет первый раунд. Во втором раунде, ещё до того, как были объявлены официальные результаты, его противник, Сумайла Сиссе, признал свое поражение. Результаты дали ему 77,6 % голосов против 22,4 % за Сиссе.

## Президентство
4 сентября 2013 года Ибрагим Бубакар Кейта вступил в должность президента Мали. Одним из первых шагов во главе страны Кейта произвёл 6 сентября смену главы правительства. На смену Джанго Сиссоко пришёл Умар Ли.
В первую неделю работы Кейты во главе страны правительство США сняло запрет на оказание двусторонней экономической помощи Мали, введенный в 2012 году после военного переворота в Мали. В первый месяц работы Кейты во главе страны произошёл на севере всплеск сепаратизма и военный мятеж.
В октябре — ноябре 2013 года Кейта сумел избавиться от влиятельной группы бывших путчистов в правительстве. Бывший глава хунты Саного, сохранявший большое влияние, и несколько офицеров, близких к нему, были арестованы в конце ноября.
Весной 2014 года президент сменил главу правительства на этот пост был назначен соперник Кейта на президентских выборах Муса Мара. Это решение было вызвано тем, что Кейта надеется при помощи нового премьер-министра он сможет преодолеть кризис в стране, вызванный сепаратизмом.
20 июня 2015 при посредничестве европейских стран и Алжира заключил мирное соглашение с туарегскими повстанцами, однако это не остановило насилие. Повстанцы не были разоружены, экономические меры по развитию севера страны не были реализованы. Гражданская война продолжилась, ситуация продолжает обостряться; число погибших в конфликте в 2017 году составило, по оценкам, 716 человек — в среднем, значительно больше, чем в 2015—2016 годах.
На протяжении всего правления администрацию Кейты сопровождают коррупционные скандалы. В 2017 году он дважды менял правительство.
На президентских выборах в августе 2018 года Кейта вновь победил во втором туре. В середине марта 2019 года в стране произошли массовые убийства мирного населения.
После нападений президент Мали Ибрагим Бубакар Кейта уволил начальника штаба армии генерала М’Бембу Муссу Кейту и командира сухопутных войск генерала Абдрахамане Бэби. Организация Объединённых Наций объявила, что 26 марта 2019 года направят следственную группу на место преступления. Президент Ибрагим Бубакар Кейта приказал, чтобы догонская милиция Dan Na Ambassagou, ответственная за нападение, была упразднена. Организация Human Rights Watch также обвинила Dan Na Ambassagou в том, что они несут ответственность за массовые убийства, хотя руководитель милиции это отрицает.

### Отставка
18 августа 2020 года Кейта вместе с премьер-министром Бубу Сиссе был арестован восставшими солдатами во время мятежа в Мали в 2020 году. На бронетранспортёре их вывезли на армейскую базу Кати. На следующий день он распустил парламент и объявил о своей отставке, заявив, что не хочет, чтобы «пролилась кровь» только ради удержания его у власти.
Ибрагим Бубакар Кейта скончался 16 января 2022 года не дожив меньше 2 недель до своего 77-летия.